# Allomyces
Allomyces es un género de hongos quitridios en la familia Blastocladiaceae. Fue circunscrito por el micólogo británico Edwin John Butler en 1911. Es una especie en el género que tiene un talo policéntrico y se reproducen sexualmente por zoosporas que tienen un flagelo tipo látigo. En su mayoría están aislados de suelos en países tropicales, comúnmente en estanques, arrozales y ríos de movimiento lento.

## Características
Allomyces consiste en una célula basal cilíndrica similar a un tronco que da lugar a rizoides altamente ramificados y bien desarrollados que anclan el talo al sustrato. La célula basal con forma de tronco también da lugar a numerosas ramas laterales ramificadas dicotómicamente que terminan como esporangios, zoosporangios o gametangios resistentes, según la etapa del ciclo de vida. Los tabiques a veces están presentes, especialmente en la base de los órganos reproductivos.
Hay tres ciclos de vida distintos en Allomyces y algunos autores delinean los subgéneros Euallomyces, Cystogenes y Brachyallomyces en función de los ciclos de vida, mientras que otros no. Se sabe que Euallomyces y Brachyallomyces se clasifican como polifiléticos, pero Cystogenes es monofilético.
El ciclo de vida de Euallomyces es una alternancia anisógama de generaciones entre un gametofito haploide y un esporofito diploide. En este ciclo de vida, las dos etapas son indistinguibles hasta que se forman los órganos reproductivos. Los gametofitos producen gametangios femeninos incoloros y gametangios masculinos anaranjados; la coloración naranja se transfiere a los gametos masculinos y se debe a la presencia de gamma carotenoide . La formación de gametos masculinos es más rápida que la de gametos femeninos. Tanto los gametangios masculinos como los femeninos liberan gametos móviles, pero los gametos masculinos son más pequeños y de color naranja. El gametangio y los gametos femeninos liberan una feromona llamada sirenina que atrae a los gametos masculinos. Los gametos masculinos producen una feromona llamada parisina. Los gametos femeninos son lentos y se mantienen cerca de los gametangios femeninos, lo que establece un fuerte gradiente de concentración de sirenina. La fertilización de gametos femeninos por gametos masculinos parece tener una eficiencia cercana al 100%. La fecundación tiene lugar cuando dos gametos entran en contacto entre sí. Las membranas plasmáticas se fusionan para formar una célula binucleada seguida rápidamente de fusión nuclear. El cigoto resultante es inicialmente biflagelado, pero pronto se enquista y germina. Crece hasta convertirse en un esporofito ramificado dicotómicamente, que forma dos tipos de esporangios: zoosporangios de paredes delgadas que pueden ser incoloros o anaranjados y esporangios en reposo de paredes gruesas que son de color marrón rojizo debido a la presencia de pigmentos de melanina. Los zoosporangios de paredes delgadas dan lugar a zoosporas móviles que germinan y se convierten en otro esporofito. Los esporangios en reposo sufrenmeiosis en la germinación y dar lugar a zoosporas haploides que germinarán y se convertirán en gametofitos.
En el ciclo de vida de Cystogenes, los esporangios en reposo (del esporofito) dan lugar a zoosporas binucleadas y biflageladas que se enquistarán, sufrirán meiosis y germinarán para producir gametos móviles. Estos gametos luego se fusionarán en pares y los cigotos resultantes germinarán y se convertirán en nuevos esporofitos. En el ciclo de vida de Brachyallomyces, la etapa gametofítica falta por completo. 
Las especies de Allomyces pueden ser parasitadas por otros hongos como Catenaria allomycis, Rozella allomycis y Olpidium allomycetis.

## Especies
- Allomyces anomalus R.Emers. 1941
- Allomyces arbusculus E.J.Butler 1911
- Allomyces catenoides Sparrow 1964
- Allomyces cystogenus R.Emers. 1941
- Allomyces javanicus Kniep 1929
- Allomyces macrogynus (R.Emers.) R.Emers. & C.M.Wilson 1954
- Allomyces moniliformis Coker & Braxton 1926
- Allomyces neomoniliformis Indoh 1940
- Allomyces reticulatus R. Emers. & J.A.Robertson 1974
- Allomyces strangulata Minden 1916